# F1 2009 (videojuego)

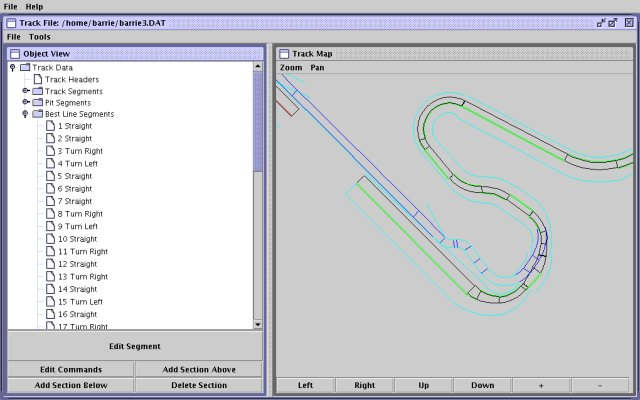
F1 2009 es un juego de simulación de carreras de Fórmula 1 inspirado en la Temporada 2009. El juego pertenece a las plataformas de Wii y PSP, y salió a la venta en España el 20 de noviembre de 2009. La edición de Wii viene con un volante para jugar parecido al de un Fórmula 1. El juego también es compatible con el Logitech Force Feedback. F1 2009 ha sido criticado duramente por sus gráficos, aparecidos en los videos promocionales de Codemasters. Ya en venta, la opinión ha cambiado, y se cree que el juego tiene mejores gráficos de lo que se esperaba, especialmente en los circuitos. La saga estuvo desarrollada entre 2001 y 2006

F1 2009 es un juego de simulación de carreras de Fórmula 1 inspirado en la Temporada 2009. El juego pertenece a las plataformas de Wii y PSP, y salió a la venta en España el 20 de noviembre de 2009. La edición de Wii viene con un volante para jugar parecido al de un Fórmula 1. El juego también es compatible con el Logitech Force Feedback. F1 2009 ha sido criticado duramente por sus gráficos, aparecidos en los videos promocionales de Codemasters. Ya en venta, la opinión ha cambiado, y se cree que el juego tiene mejores gráficos de lo que se esperaba, especialmente en los circuitos.
La saga estuvo desarrollada entre 2001 y 2006 por Sony Computer Entertainment, y después de un parón de tres años en los que no se creó ningún juego inspirado en las temporadas de Fórmula 1, Codemasters desarrolló F1 2009. Este juego cuenta por primera vez con el Circuito urbano de Valencia y el Circuito urbano de Singapur.
El juego es muy accesible tanto para los jugadores novatos como para los expertos gracias a las ayudas de conducción.
También incluye el novedoso sistema KERS.

## Modos de juego
- Carrera: Permite elegir un piloto y disputar uno de los 17 grandes premios disponibles.
- Fin de Semana: Disputas todas las sesiones del fin de semana de gran premio: entrenamientos libres, clasificación y carrera.
- Temporada: Participas en todas las carreras de la Temporada 2009 de Fórmula 1 con sus respectivas sesiones.
- Trayectoria: Este es el modo más llamativo, te creas un piloto y lo conduces a la gloria durante 3 temporadas. Algunos equipos te querrán y puedes fichar por ellos para conseguir el título mundial. Tu trayectoria empieza en las escuderías BMW Sauber o Scuderia Toro Rosso. Antes debes superar 1 test en Nürburgring con BMW o en Monza con Toro Rosso. Puedes hacer todas las vueltas que quieras durante los 60 minutos. Si finalmente no fichas por ninguno de estos dos equipos, será el conjunto Force India el que te ofrezca unirte a ellos.
- Contrarreloj: Un circuito para ti solo para que intentes conseguir el mejor tiempo posible.
- Desafíos: Una serie de 170 desafíos como conseguir una vuelta rápida en carrera o completar dos vueltas en spa diluviando con neumáticos de seco
- Multijugador: Juega con tu amigo un fin de semana o un campeonato a pantalla partida.

## Pilotos y equipos
Esta es la lista de pilotos y equipos de F1 2009:
| Equipo                      | Pilotos                             |
| --------------------------- | ----------------------------------- |
| McLaren-Mercedes            | Lewis Hamilton y Heikki Kovalainen  |
| Scuderia Ferrari            | Felipe Massa y Kimi Räikkönen       |
| BMW Sauber F1 Team          | Robert Kubica y Nick Heidfeld       |
| Renault F1 Team             | Fernando Alonso y Nelson Piquet Jr. |
| Toyota Racing               | Jarno Trulli y Timo Glock           |
| Scuderia Toro Rosso-Ferrari | Jaime Alguersuari y Sébastien Buemi |
| Red Bull Racing-Renault     | Mark Webber y Sebastian Vettel      |
| Williams F1-Toyota          | Nico Rosberg y Kazuki Nakajima      |
| Force India-Mercedes        | Adrian Sutil y Giancarlo Fisichella |
| Brawn GP-Mercedes           | Jenson Button y Rubens Barrichello  |

## Circuitos
- Circuito de Albert Park, Australia
- Circuito Internacional de Sepang, Malasia
- Circuito Internacional de Shanghái, China
- Circuito Internacional de Baréin, Baréin
- Circuito de Barcelona-Cataluña, España
- Circuito de Mónaco, Mónaco
- Circuito de Estambul, Turquía
- n Bretaña
- Nürburgring, Alemania
- Hungaroring, Hungría
- Circuito urbano de Valencia, Valencia
- Circuito de Spa-Francorchamps, Bélgica
- Autodromo Nazionale di Monza, Italia
- Circuito callejero de Marina Bay, Singapur
- Circuito de Suzuka, Japón
- Autódromo José Carlos Pace, Brasil
- Circuito Yas Marina, Abu Dabi

## Más acerca del juego
- Se ha implantado el nuevo sistema de recuperación de energía o KERS, aunque en todos los equipos. En la realidad solo McLaren, Ferrari, Renault y BMW llevaron este sistema en sus monoplazas.
- El rebufo existe, quizá algo exagerado, pues si te colocas detrás de un vehículo rival en una larga recta tu velocidad subirá rápidamente hasta los 378 km/h, la mayor velocidad que se puede alcanzar en el juego.
- Los bordes de los neumáticos son muy angulosos, lo cual no queda muy natural.
- Solo se puede jugar en la pista de Abu Dhabi durante el día (cuando en la realidad se pasa del día a la noche).
- Los exteriores de esta misma pista son de hierba y gravilla, en la realidad son casi todas de asfalto.
- Primer juego oficial de F1 que incluye las pistas urbanas de Valencia y la nocturna de Singapur.
- Los retrovisores no tienen ninguna función, no se refleja nada en ellos.
- Las físicas de manejo del monoplaza son poco realistas, demasiado arcade, lo cual queda reflejado a la hora de tomar las curvas.